# A Romance of the Backwoods
A Romance of the Backwoods è un cortometraggio muto del 1915 diretto da Harry Myers che ne è anche interprete insieme a Rosemary Theby e a Brinsley Shaw.

## Produzione
Il film fu prodotto dalla Victor Film Company

## Distribuzione
Distribuito dall'Universal Film Manufacturing Company, il film - un cortometraggio in una bobina - uscì nelle sale cinematografiche degli Stati Uniti il 12 marzo 1915.